# Xochimilco, Chiapas
Xochimilco är en ort i Mexiko.   Den ligger i kommunen Ostuacán och delstaten Chiapas, i den sydöstra delen av landet, 700 km öster om huvudstaden Mexico City. Xochimilco ligger 173 meter över havet och antalet invånare är 663.
Terrängen runt Xochimilco är huvudsakligen kuperad. Xochimilco ligger nere i en dal. Runt Xochimilco är det ganska glesbefolkat, med 35 invånare per kvadratkilometer. Närmaste större samhälle är Ostuacán, 4,0 km nordväst om Xochimilco. I omgivningarna runt Xochimilco växer huvudsakligen savannskog.